# Billy McCaffrey
Billy McCaffrey (Allentown, 30 maggio 1971) è un ex cestista e allenatore di pallacanestro statunitense, professionista in Europa.

## Palmarès
- McDonald's All-American Game (1989)
- Campione NCAA (1991)
- NCAA AP All-America Third Team (1993)